# Тінус ван Берден
Тінус ван Берден (нід. Tinus van Beurden, 30 квітня 1893, Тілбург — 29 травня 1950) — нідерландський футболіст, який грав на позиції нападника. Відомий за виступами у клубі «Віллем II», та у складі збірної Нідерландів, у складі якої він став бронзовим призером Олімпійських ігор 1920 року.

## Футбольна кар'єра
Тінус ван Берден народився в Тілбурзі, та розпочав виступи на футбольних полях у 1910 році в складі місцевої команди «Віллем II», у якій грав аж до закінчення виступів на футбольних полях у 1926 році. У складі команди був одним із кращих бомбардирів, відзначившись 47 забитими м'ячами у 126 проведених матчах. У сезоні 1915—1916 років став у складі команди чемпіоном Нідерландів. У 1920 році в складі збірної Нідерландів ван Берден брав участь в Олімпійських іграх в Антверпені, на яких зіграв 1 матч, та став у складі команди бронзовим призером турніру.
Помер Тінус ван Берден у 1950 році.

## Титули та досягнення
- Бронзовий олімпійський призер: 1920
- Чемпіон Нідерландів (1):

«Віллем II»: 1915–16